# Прича о љубави и тами (књига)
Прича о љубави и тами (енгл. A Tale of Love and Darkness) (хебр. סיפור על אהבה וחושך Sipur al ahava ve choshech) је аутобиографски роман израелског књижевника Амоса Оза (енгл. Amos Oz) (1939 – 2018) објављен 2002. године. Издање на српском језику објавила је издавачка кућа „Лагуна“ 2013. године у преводу Жермен Филиповић.

## О аутору
Амос Оз је рођен као Амос Клауснеру у Јеруслиму 1939. године. На Хебрејском универзитету је студирао филозофију и књижевност. Најпознатија дела Амоса Оза су преведена на четрдесет два језика за која је добио многа међународна признања и награде.
Дела:
- аутор двадесет романа од којих су најпознатији Црна кутија, Познавати жену, Фима, Не одлази ноћас, Исто море, Мој Михаел, Јуда;
- аутобиографија Прича о љубави и тами;
- збирка прича Где шакали завијају;
- документарна прозна дела На тлу Израела, Падине Либана, Израел, Палестина и мир и Почетак приче.[4]

Писао је есеје о политици, књижевности и миру за часописе "Davar", "Yedioth Ahronoth", "New York Review of Books" као и многе друге светске новине.
Амос Оз је преминуо 2018. године.

## О делу
Амос Оз је у књизи описао своје детињство, одрастање у тек створеној дежави Израел, однос са мајком, књижевне почетке.
Амос Оз је био јединац источно-европских Јевреја, мајке Фање са којом је био веома близак и оца Арија. Описује оца као нервозног и рационалног, и мајку која је романтична и склона сањарењу.
У новембру 1947. године формира се јеврејска држава и његови родитељи су одушевљени као и многи други у тек основаној држави. Убрзо након тога избија грађански рат у Палестини и Арија као добровољац 1948. године одлази у израелско-арапски рат.
Мајка младог Амоса Оза упада у тешку депресију. Више не једе нити спава и супруг и син покушавају да јој помогну.
Следи кратко побољшање Фањиног менталног стања и одлази у Тел Авив код сестре. Ипак извршава самоубиство  превеликом дозом лекова.
Мајчино самоубиство је заувек обележило Озову судбину и одредити његов животни пут.

## Екранизација
Књига Прича у љубави и тами је преточен у филм који је режирала 2015. године Натали Портман којој је то редитељски првенац. Поред Натали Портман у филму играју Gilad Kahana, Amir Tessler, Ohad Knoller, Makram Khoury, Neta Riskin, Alexander Peleg...